# Xénarque de Séleucie
Xénarque de Séleucie (en grec ancien Ξέναρχος / Xénarkhos) est un philosophe grec du Ier siècle av. J.-C.

## Biographie
Né en Cilicie dans la ville de Séleucie (aujourd'hui Silifke), il va étudier à Alexandrie, puis devient scholarque du Lycée à Athènes. C'est vraisemblablement à Alexandrie qu'il se lie d'amitié avec le philosophe stoïcien Arius Didyme, homme influent auprès des autorités romaines. Le géographe Strabon semble indiquer que Xénarque a poursuivi sa carrière philosophique, en raison du soutien d'Arius. Il finit sa vie à Rome, nouveau centre intellectuel à l'époque de l'empereur Auguste. Selon le géographe Strabon, « il habita toujours de préférence Alexandrie, Athènes, voire en dernier lieu Rome, où il embrassa même la carrière de l'enseignement. Grâce à l'intimité d'Aréus, grâce à l'amitié dont l'honora plus tard César Auguste, Xénarque jouit jusqu'à un âge très avancé d'une grande considération. Il devint aveugle peu de temps avant sa fin et mourut de maladie. »
Il aurait peut être, pendant son scholarquat à Athènes vers 70 av J.-C. / 60 av J.-C., attiré dans son école Ariston de Céos et Cratippe de Pergame, deux autres péripatéticiens.

## Recherches  et doctrines philosophiques
Même s'il semble s’être appuyé sur certaines doctrines d'Aristote, Xénarque a entamé une critique approfondie de ses théories physiques sur le monde dans son ouvrage Contre le Cinquième Élément, critiquant les doctrines qu'Aristote a consignées dans son Du Ciel. En ce sens, il aurait suivi une voie établie auparavant par un autre scholarque du Lycée, Straton de Lampsaque. Plus probablement, les éditions récentes des écrits techniques d'Aristote qu'a réalisées son contemporain Andronicos de Rhodes, l'ont incité à réexaminer d'une manière critique les dogmes physiques du fondateur du Lycée. Pour autant une autre grande figure philosophique n'était pas dédaignée, car Xénarque semble aussi avoir rédigé un commentaire du Timée de Platon. En tout état de cause, son activité critique témoigne de l'absence d'une orthodoxie aristotélicienne figée dans le domaine physique de son époque. Il semble avoir été influencé par les théories physiques des stoïciens.
Xénarque rejetait le 5e élément constitutif de l'univers, suivant en cela Straton de Lampsaque. Cependant, pour parvenir à ses théories, il emprunta un chemin de recherche qui lui est propre : selon le témoignage de Simplicios de Cilicie dans son commentaire au traité d’Aristote, Du Ciel, il s'attacha à critiquer la doctrine de l’éther que prônait Aristote dans le second chapitre du livre I de cet ouvrage de cosmologie, restant pour partie fidèle au fondateur de Lycée. Il prétend par exemple que la ligne droite et la ligne circulaire ne sont pas les seules lignes géométriques simples, que le mouvement circulaire n’est pas le mouvement naturel d’un corps simple, ou que le mouvement rectiligne n’est pas le seul mouvement naturel des quatre éléments. Xénarque, comme Théophraste et plus tard les stoïciens, condamne l'éther et pose le feu comme le seul élément entrant dans la composition des astres.
Xénarque entama une réflexion poussée sur plusieurs thématiques :
1. un examen sur le vide de l'univers dans lequel il utilise des termes de définition proches des stoïciens
2. une étude sur la légèreté et la lourdeur des corps célestes
3. le mouvement des corps célestes
4. le processus de création des objets célestes, sans accepter un rôle au 5e élément dans ce processus de création.

Par ailleurs Xénarque semble s'être également intéressé au mouvement naturel d'Aristote.

## Œuvre
- Traité contre le cinquième élément, œuvre perdue[Note 1].
- Commentaire du Timée [Note 2].